# Smörjspruta

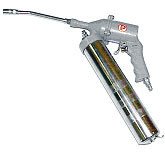
Tryckluft drivande Smörjspruta

En smörjspruta (också kallad fettspruta) är ett verktyg som används för att smörja till exempel lagerställen. Principen av en smörjspruta är det av en pump. Det finns manuella, tryckluft- eller eldrivna varianter.